# Ensayo de un crimen
Ensayo de un Crimen é um filme de 1955, dirigido por Luis Buñuel, baseado em romance do escritor mexicano Rodolfo Usigli.

## Sinopse
Archibaldo é presenteado na infância com uma caixinha de música que pretensamente lhe daria poderes para eliminar seus inimigos. Coincidentemente assiste à morte de sua ama enquanto testa os poderes da caixa e atribui o feito aos poderes desta.
Adulto, marcado pelo episódio, confessa ao chefe de polícia seus crimes, apresentando-se como serial killer.

## Elenco
- Miroslava Stern ........ Lavinia
- Ernesto Alonso ........Archibaldo de la Cruz
- Rita Macedo .......... Patricia Terrazas
- Ariadna Welter ....... Carlota Cervantes
- Andrea Palma ......... Sra. Cervantes, mãe de Carlota
- Rodolfo Landa ........ arquiteto Alejandro Rivas
- J.M. Linares Rivas ... Willy Corduran
- Leonor Llausás ....... ama